# Orlando Lelé
Orlando Pereira, mais conhecido como Orlando Lelé ou também Orlando Amarelo (Santos, 22 de janeiro de 1949 — São Vicente, 4 de setembro de 1999), foi um futebolista brasileiro que atuou como lateral-direito.
Foi um dos grandes laterais do futebol brasileiro. Jogava na lateral direita e cobrava faltas muito bem. Polêmico como poucos, não aliviava nas divididas, fazendo vítimas como o ponta esquerda Júlio César "Uri Geller".

## Biografia

### Jogador
Santos (1969 a 1972)
Revelado nas categorias de base do Santos, onde começou a jogar com 13 anos, teve suas primeiras chances na equipe principal no ano de 1970. Sua estreia foi em 10 de janeiro, um amistoso contra o Coritiba no Estádio Belfort Duarte.
Com a saída de Lima, se firmou-se como lateral direito. Em 1972, jogou ao lado de Clodoaldo, Cejas, Ramos Delgado, Edu, Afonsinho e Pelé. Ao fim do mesmo ano, se transferiu para o Coritiba.
Coritiba (1973)
Mesmo com todo prestígio de jogar ao lado do Rei, em 1973 foi levado pelo técnico Tim para uma poderosa formação do Coritiba (de Jairo, Oberdan, Hidalgo, Negreiro, Aladim, Leocádio e Tião Abatiá).
América RJ (1974 a 1976)
Foi contratado pelo América em 1974, onde atuou ao lado de Alvaro, Badeco, Alex, Geraldo, Ivo, Tadeu Ricci e Luizinho Lemos. Marcou o gol do título da Taça Guanabara 1974 em cima do Fluminense e chegou a Seleção Brasileira em 1975.
Vasco da Gama (1976 a 1981)
No final de 1976 foi para o Vasco, clube onde viveu a melhor fase da carreira. Fez parte da "Barreira do Inferno", nome pelo qual ficou conhecido a linha de defesa do cruzmaltino formada por Mazaropi; Orlando, Abel, Geraldo e Marco Antônio, que passou um turno inteiro do Campeonato Carioca de 1977 sem sofrer gols.
É ate hoje o lateral com o maior número de gols marcados pelo time de São Januário com 31 gols  (gols marcados jogando na posição de lateral) e assinalou 54 assistências para gols. Além de muitas assistências em cruzamentos para o ídolo Roberto Dinamite, também era perigosíssimo cobrando faltas, tinha o apelido de "Canhão da Colina".
Em 1982 foi citado no escândalo da Máfia da Loteria Esportiva.
Udinese (1981 a 1982)
No final de 1981 assinou com a equipe italiana, a mesma que contratou Zico em 1983. A passagem foi discreta e em 1982 voltou ao Brasil e antes de encerrar a carreira teve passagens pelo Campo Grande RJ, Jabaquara SP e Portuguesa Santista. 
Seleção Brasileira (1975 a 1981)
Com o destaque que teve pelos clubes, foi convocado para a Seleção Brasileira pelo técnico Osvaldo Brandão. Conhecido pelo estilo sério e viril dentro de campo, em 1976 participou do célebre quebra-pau entre os jogadores de Brasil e Uruguai no Maracanã, pela Copa Atlântico, protagonizado por Rivelino e o uruguaio Sergio Ramirez.

### Treinador
Como treinador, foi um dos poucos a treinar os três times da Baixada: Santos, Jabaquara e Portuguesa Santista. Treinou o Santos no ano de 1996, e ficou no comando santista por 25 jogos, onde obteve 14 vitórias, 3 empates 8 derrotas. Além de uma rápida passagem em 1989 no Vasco da Gama e conquistou o título do Campeonato Goiano com o Goiatuba em 1992.

### Fora dos campos
Em 1998, Orlando tinha 49 anos quando sofreu um acidente doméstico e ficou tetraplégico. Em seu último ano de vida, só mexia a cabeça e não falava. A causa oficial da morte foi embolia pulmonar.

## Títulos

### Jogador
Santos
- Taça Cidade de São Paulo: 1970
- Torneio Hexagonal do Chile: 1970
- Torneio Triangular de Kingston: 1971

Coritiba
- Torneio do Povo: 1973
- Campeonato Paranaense: 1973

América RJ
- Taça Guanabara: 1974

Vasco da Gama
- Torneio Heleno Nunes: 1976[9]
- Campeonato Carioca: 1977
- Taça Guanabara: 1977
- Taça Manoel do Nascimento: 1977
- Torneio Imprensa de Santa Catarina: 1977
- Torneio Cidade de Sevilha: 1979
- Troféu Festa de Elche: 1979
- Troféu Colombino: 1980
- Torneio Super Séries: 1980
- Taça Gustavo de Carvalho: 1980
- Torneio João Havelange: 1981

Seleção Brasileira
- Taça do Atlântico: 1976
- Torneio Bicentenário dos EUA: 1976

### Treinador
Goiatuba
- Campeonato Goiano: 1992